# Jean De Hertog
Jean De Hertog (Anderlecht, 4 mei 1938) is een Belgisch voormalig politicus voor CD&V.

## Levensloop
Jean De Hertog was gemeenteraadslid van Brussel van 1982 tot 2012. Van 1989 tot 1995 was hij er schepen, onder meer bevoegd voor Haven. In 2007 werd hij opnieuw schepen, bevoegd voor Handel en Vlaamse aangelegenheden, ter vervanging van Steven Vanackere, die minister in de Vlaamse Regering werd. Bij de gemeenteraadsverkiezingen van 2012 kreeg hij geen plaats op de Brusselse CD&V-lijst. Hij riep vervolgens op om voor burgemeester en PS-lijsttrekker Freddy Thielemans te stemmen.
Van 15 oktober 1997 tot 13 juni 1999 zetelde hij als opvolger van Brigitte Grouwels in het Brussels Hoofdstedelijk Parlement.